# Symphurus marmoratus
Symphurus marmoratus és un peix teleosti de la família dels cinoglòssids i de l'ordre dels pleuronectiformes que viu a les Filipines, Hawaii i Maldives.